# Calle Gaona
La calle Gaona es una vía pública de la ciudad española de Albacete situada en el centro de la capital.

## Historia
En el siglo XVI fue construida la casa de los Picos, cuya fachada estaba tachonada de cabezas de clavo, edificio destruido en 1973. La casa formaba parte de la casa-palacio de los condes de Villaleal situada en la vía. La calle albergó el primer centro telefónico de la ciudad.

## Situación
La calle Gaona está situada en el límite entre los barrios Centro y Carretas-Huerta de Marzo de la capital albaceteña, en el centro de la ciudad. Comienza su recorrido en el cruce con la calle Mayor como continuación de la calle Teodoro Camino y, discurriendo en dirección sur-norte, finaliza en la calle San Agustín. Forma parte de La Zona.